# Absolute Hits Of The 90's
Absolute Hits Of The 90's er et dansk opsamlingsalbum udgivet i 1999 af EVA Records i serien af Absolute Hits Of-albums. Albummet er en dobbelt-cd bestående af nogle af de største hits fra 1990'erne.

## Spor

### Cd 1
1. Lou Bega – Mambo No. 5 (A Little Bit of...)
2. Pet Shop Boys – Go West
3. Cher – Believe
4. Haddaway – What Is Love
5. Blå Øjne – Romeo
6. Take That – Back for Good
7. Hanson – MMMBop
8. Scatman John – Scatman (Ski-Ba-Bop-Ba-Dop-Bop)
9. Drömhus – Vill Ha Dig
10. Billy Ray Cyrus – Achy Breaky Heart
11. Mr. President – Coco Jamboo
12. Incognito – Don't You Worry 'Bout A Thing
13. Snow – Informer
14. Los Umbrellos – No Tengo Dinero
15. Whigfield – Saturday Night
16. 4 Non Blondes – What's Up
17. Crash Test Dummies – Mmm Mmm Mmm Mmm
18. Infernal – Kalinka
19. Backstreet Boys – Everybody (Backstreet's Back)

### Cd 2
1. Aqua – Barbie Girl
2. Los del Rio – Macarena
3. Cartoons – Doodah !
4. Me & My – Dub-I-Dub
5. Robert Miles – Children
6. UB40 – Can't Help Falling In Love
7. Spice Girls – Wannabe
8. Rednex – Cotton Eye Joe
9. Natalie Imbruglia – Torn
10. MC Hammer – U Can't Touch This
11. Eros Ramazzotti – Se Bastasse Una Canzone
12. Paradisio – Bailando
13. Tiggy – Ring A Ling
14. DJ Dado – X-Files
15. Sinéad O'Connor – Nothing Compares 2 U
16. Babylon Zoo – Spaceman
17. Mr. Big – To Be With You
18. Crystal Waters – Gypsy Woman
19. Phil Collins – I Wish It Would Rain Down